# Krumme Lanke
Krumme Lanke – jezioro w Berlinie. Jest usytuowane w północnej części dzielnicy Zehlendorf, w okręgu administracyjnym Steglitz-Zehlendorf. Jego powierzchnia wynosi 15,4 ha. Maksymalna głębokość 6,6 m.